# Reprezentacja Włoch na Mistrzostwach Europy w Wioślarstwie 2010
Reprezentacja Włoch na Mistrzostwach Europy w Wioślarstwie 2010 liczyła 55 sportowców. Najlepszymi wynikami było 1. miejsce w czwórce podwójnej wagi lekkiej kobiet oraz jedynce wagi lekkiej i ósemce wagi lekkiej mężczyzn.

## Medale

### Złote medale
jedynka wagi lekkiej (LM1x): Marcello Miani
czwórka podwójna wagi lekkiej (LM4x): Franco Sancassani, Pietro Ruta, Fabrizio Gabriele, Stefano Basalini
czwórka podwójna wagi lekkiej (LW4x): Enrica Marasca, Giulia Pollini, Eleonora Trivella, Erika Bello

### Srebrne medale
dwójka bez sternika (M2-): Lorenzo Carboncini, Niccolò Mornati
dwójka ze sternikiem (M2+): Simone Ponti, Mario Palmisano, Andrea Lenzi
czwórka bez sternika (W4-): Samanta Molina, Gioia Sacco, Claudia Wurzel, Valentina Calabrese

### Brązowe medale
jedynka wagi lekkiej (LW1x): Laura Milani
dwójka podwójna (W2x): Laura Schiavone, Elisabetta Sancassani

## Wyniki

### Konkurencje mężczyzn
- jedynka wagi lekkiej (LM1x): Marcello Miani – 1. miejsce
- dwójka bez sternika (M2-): Lorenzo Carboncini, Niccolò Mornati – 2. miejsce
- dwójka bez sternika wagi lekkiej (LM2-): Luca Motta, Giorgio Tuccinardi – 4. miejsce
- dwójka podwójna (M2x): Gabriele Cagna, Federico Ustolin – 7. miejsce
- dwójka podwójna wagi lekkiej (LM2x): Lorenzo Bertini, Elia Luini – 6. miejsce
- dwójka ze sternikiem (M2+): Simone Ponti, Mario Palmisano, Andrea Lenzi – 2. miejsce
- czwórka bez sternika (M4-): Mario Paonessa, Francesco Fossi, Vincenzo Capelli, Andrea Palmisano – 4. miejsce
- czwórka bez sternika wagi lekkiej (LM4-): Jiri Vlcek, Daniele Danesin, Andrea Caianiello, Martino Goretti – 4. miejsce
- czwórka podwójna (M4x): Simone Raineri, Matteo Stefanini, Simone Venier, Alessio Sartori – 6. miejsce
- czwórka podwójna wagi lekkiej (LM4x): Franco Sancassani, Pietro Ruta, Fabrizio Gabriele, Stefano Basalini – 1. miejsce
- ósemka (M8+): Domenico Montrone, Andrea Tranquilli, Emanuele Liuzzi, Rosario Agrillo, Romano Battisti, Pierpaolo Frattini, Sergio Canciani, Raffaello Leonardo, Andrea Lenzi – 6. miejsce
- ósemka wagi lekkiej (LM8+): Luigi Scala, Davide Riccardi, Luca De Maria, Armando Dell’Aquila, Emiliano Ceccatelli, Gennaro Gallo, Livio La Padula, Bruno Mascarenhas, Vincenzo Di Palma – 1. miejsce

### Konkurencje kobiet
- jedynka wagi lekkiej (LW1x): Laura Milani – 3. miejsce
- dwójka bez sternika (W2-): Claudia Wurzel, Valentina Calabrese – 4. miejsce
- dwójka podwójna (W2x): Laura Schiavone, Elisabetta Sancassani – 3. miejsce
- dwójka podwójna wagi lekkiej (LW2x): Eleonora Trivella, Erika Bello – 5. miejsce
- czwórka bez sternika (W4-): Samanta Molina, Gioia Sacco, Claudia Wurzel, Valentina Calabrese – 2. miejsce
- czwórka podwójna (W4x): Elena Coletti, Giada Colombo, Laura Schiavone, Elisabetta Sancassani – 5. miejsce
- czwórka podwójna wagi lekkiej (LW4x): Enrica Marasca, Giulia Pollini, Eleonora Trivella, Erika Bello – 1. miejsce